# Tytthoberis cuprea
Tytthoberis cuprea är en tvåvingeart som först beskrevs av Frederick Wollaston Hutton 1901.  Tytthoberis cuprea ingår i släktet Tytthoberis och familjen vapenflugor. Inga underarter finns listade i Catalogue of Life.